# همسران احمق
همسران احمق (انگلیسی: Foolish Wives) یک فیلم صامت در سبک درام به کارگردانی اریش فن اشتروهم است که در سال ۱۹۲۲ منتشر شد. این فیلم، اولین فیلم میلیون‌دلاری آمریکاست (بودجه بیشتر از یک میلیون دلار). این فیلم در سال ۲۰۰۸، توسط کتابخانه کنگره، برای حفظ در ایالات متحده، به عنوان فیلمی از نظر تاریخی، فرهنگی و زیبایی‌شناختی، درخشان، در فهرست ملی ثبت فیلم قرار گرفت.

## بازیگران
- مائه بوش
- اریش فن اشتروهم
- دیل فولر
- چزاره گراوینا
- هریسون فورد
- ماری فیلبین
- مالوینا پولو